# Chamisma
Chamisma — второй японский мини-альбом (шестой в целом) южнокорейской гёрл-группы CLC. Был выпущен 27 июля 2016 года лейблом Cube Entertainment Japan.

## Предпосылки и релиз
16 июня Cube Entertainment объявил, что CLC вернутся в Японию, чтобы выпустить свой 2-й японский мини-альбом «Chamisma». Слово «Chamisma» — это сочетание слов «Charming» и «Smile». Это также первый оригинальный японский трек группы, который показывает прекрасные прелести 7 участниц группы, в том числе Квон Ынби, которые впервые присоединилась к ним в японских промоушене.
Альбом был выпущен в 3 различных вариантах: Тип А (компакт-диск), типа B (СD+DVD) и Тип C (компакт-диск+DVD-диск). Версия Type B альбома включает в себя трек и музыкальное видео «Chamisma» с участием Ильхуна из BTOB, а версия Type C включает в себя DVD первого японского шоукейса CLC «First Step».

## Трек-лист
| №  | Название                    | Длительность |
| -- | --------------------------- | ------------ |
| 1. | «Chamisma» (チャミスマ)     | 3:19         |
| 2. | «Sukidoki» (スキドキ)       | 3:00         |
| 3. | «Chocolate Spice»           | 3:28         |
| 4. | «1,2,3» (Japanese Version)  | 3:36         |
| 5. | «Gakuen Tengoku» (学園天国) | 2:37         |

| №  | Название                                 | Длительность |
| -- | ---------------------------------------- | ------------ |
| 1. | «Chamisma» (チャミスマ)                  | 3:19         |
| 2. | «スキドキ»                               | 3:00         |
| 3. | «Chocolate Spice»                        | 3:28         |
| 4. | «1,2,3» (Original Version)               | 3:36         |
| 5. | «学園天国»                               | 2:37         |
| 6. | «Chamisma» (feat. Чон Ильхун из BTOB)    | 3:19         |
| 7. | «Chamisma MV»                            |              |
| 8. | «Chamisma MV» (feat. Чон Ильхун из BTOB) |              |

| №  | Название                                 | Длительность |
| -- | ---------------------------------------- | ------------ |
| 1. | «Chamisma» (チャミスマ)                  | 3:19         |
| 2. | «スキドキ»                               | 3:00         |
| 3. | «Chocolate Spice»                        | 3:28         |
| 4. | «1,2,3» (Original Version)               | 2:37         |
| 5. | «学園天国»                               | 2:37         |
| 6. | «CLC 1st Showcase in Japan "First Step"» |              |